# Società Sportiva Vallassinese Holcim 2003-2004
Questa voce raccoglie le informazioni riguardanti la Società Sportiva Vallassinese Holcim nelle competizioni ufficiali della stagione 2003-2004.

## Rosa
| N. |                      | Ruolo | Calciatrice         |
| -- | -------------------- | ----- | ------------------- |
|    | Italia (bandiera)    | P     | Marisa Gorno        |
|    | Italia (bandiera)    | D     | Verbena Anelli      |
|    | Italia (bandiera)    | D     | Rita Bertoni        |
|    | Italia (bandiera)    | D     | Vincenza Di Dio     |
|    | Italia (bandiera)    | D     | Francesca Limonta   |
|    | Danimarca (bandiera) | D     | Bonny Madsen        |
|    | Italia (bandiera)    | D     | Eleonora Marraffino |
|    | Italia (bandiera)    | C     | Barbara Badoni      |
|    | Italia (bandiera)    | C     | Michela Buscemi     |

| N. |                   | Ruolo | Calciatrice     |
| -- | ----------------- | ----- | --------------- |
|    | Italia (bandiera) | C     | Arianna Dudine  |
|    | Italia (bandiera) | C     | Giorgia Duò     |
|    | Italia (bandiera) | C     | Chiara Gandin   |
|    | Italia (bandiera) | C     | Chiara Mariotti |
|    | Italia (bandiera) | C     | Michela Scuri   |
|    | Italia (bandiera) | C     | Lorena Valli    |
|    | Italia (bandiera) | A     | Giovanna Bruno  |
|    | Italia (bandiera) | A     | Rosella Colombo |
|    | Italia (bandiera) | A     | Antonella Podio |

## Calciomercato

### Sessione estiva
| Acquisti | Acquisti    | Acquisti      | Acquisti   |
| R.       | Nome        | da            | Modalità   |
| -------- | ----------- | ------------- | ---------- |
| C        | Giorgia Duò | Foroni Verona | svincolata |

| Cessioni | Cessioni | Cessioni | Cessioni |
| R.       | Nome     | a        | Modalità |
| -------- | -------- | -------- | -------- |
|          |          |          |          |

## Risultati

### Serie A

#### Girone di andata
| Arbitro: | Preti (Mantova) |

|           |           |  |
| Bruno 82’ | Marcatori |  |

| 20 settembre 2003, ore 16:00 CEST 2ª giornata | Torino | 0 – 0 | Vallassinese Holcim |  |

| 4 ottobre 2003 3ª giornata | Vallassinese Holcim | 2 – 1 | Bardolino Verona 83 |  |

11 ottobre 2003, 4ª giornata: la Vallassinese Holcim riposa.
| 1º novembre 2003, ore 14:30 CEST 5ª giornata | Bergamo R | 5 – 0 | Vallassinese Holcim |  |

| 8 novembre 2003, ore 15:30 CET 6ª giornata                                        | Vallassinese Holcim | 1 – 2 referto                        | Agliana |  |
| \| \| \| \| \| Limonta 5’ \| Marcatori \| 11’ (rig.) Di Costanzo 87’ Del Bontà \| |                     |                                      |         |  |
|                                                                                   |                     |                                      |         |  |
| Limonta 5’                                                                        | Marcatori           | 11’ (rig.) Di Costanzo 87’ Del Bontà |         |  |

| Arbitro: | Elice (Castelfranco Veneto) |

|                        |           |                |
| Delli Zotti 48’ (rig.) | Marcatori | 10’, 34’ Bruno |

| 22 novembre 2003, ore 14:30 CET 8ª giornata | Vallassinese Holcim | 0 – 2 | ACF Milan |  |

| Como 29 novembre 2003, ore 14:30 CEST 9ª giornata | Como 2000 | 1 – 1 | Vallassinese Holcim | Centro sportivo comunale Belvedere |

| 6 dicembre 2003, ore 14:30 CET 10ª giornata | Vallassinese Holcim | 2 – 1 | Reggiana |  |

| Arbitro: | Pillai (Cagliari) |

|                   |           |  |
| Pedersen 28’, 78’ | Marcatori |  |

| Merone 11 ottobre 2003, ore 15:00 CET 12ª giornata | Vallassinese Holcim | 1 – 3 | Foroni Verona | Stadio comunale |

| 10 gennaio 2004, ore 14:30 CET 13ª giornata | A.D. Decimum Lazio | 2 – 1 | Vallassinese Holcim |  |

#### Girone di ritorno
| Arbitro: | Affinito (Frattamaggiore) |

|                      |           |           |
| Donghi 54’ Hofer 76’ | Marcatori | 31’ Podio |

| 24 gennaio 2004, ore 14:30 CET 15ª giornata | Vallassinese Holcim | 2 – 0 | Torino |  |

| Calmasino, Bardolino 31 gennaio 2004, ore 14:30 CET 16ª giornata | Bardolino Verona 83 | 2 – 1 | Vallassinese Holcim | Stadio comunale Belvedere |

7 febbraio 2004, 17ª giornata: la Vallassinese Holcim riposa.
| 9 marzo 2004, ore 14:30 CET 18ª giornata | Vallassinese Holcim | 1 – 0 | Bergamo R |  |

| Agliana 28 febbraio 2004, ore 15:00 CET 19ª giornata | Agliana | 0 – 0 | Vallassinese Holcim | Stadio comunale |

| 6 marzo 2004, ore 15:00 CET 20ª giornata | Vallassinese Holcim  | 0 – 0 referto | Letti Cosatto Tavagnacco | \| Arbitro: \| Bergamaschi (Milano) \| |
| Arbitro:                                 | Bergamaschi (Milano) |               |                          |                                        |

| 20 marzo 2004, ore 15:00 CET 21ª giornata | ACF Milan | 2 – 0 | Vallassinese Holcim |  |

| 27 marzo 2004, ore 15:00 CET 22ª giornata | Vallassinese Holcim | 2 – 1 | Como 2000 |  |

| Arbitro: | Perri (Firenze) |

|                          |           |           |
| Prandi 1’, 8’ Nasuti 85’ | Marcatori | 28’ Bruno |

| Arbitro: | Mottadelli (Seregno) |

|  |           |                      |
|  | Marcatori | 78’ Pintus 88’ Conti |

| Verona 17 aprile 2004, ore 16:00 CEST 25ª giornata | Foroni Verona | 1 – 1 | Vallassinese Holcim |  |

| 8 maggio 2004, ore 16:00 CEST 26ª giornata | Vallassinese Holcim | 3 – 0 | A.D. Decimum Lazio |  |

### Coppa Italia
| Alessandria 6 gennaio 2004, ore 15:00 CET Quarto turno | Alessandria | 0 – 2 | Vallassinese Holcim |  |

| 14 febbraio 2004 Quinto turno                | Vallassinese Holcim  | 0 – 0 (d.t.s.) | Bergamo R |  |
| \| \| \| \| \| \| Tiri di rigore 2 – 4 \| \| |                      |                |           |  |
|                                              |                      |                |           |  |
|                                              | Tiri di rigore 2 – 4 |                |           |  |

## Statistiche

### Statistiche di squadra
| Competizione | Punti | In casa | In casa | In casa | In casa | In casa | In casa | In trasferta | In trasferta | In trasferta | In trasferta | In trasferta | In trasferta | Totale | Totale | Totale | Totale | Totale | Totale | DR  |
| Competizione | Punti | G       | V       | N       | P       | Gf      | Gs      | G            | V            | N            | P            | Gf           | Gs           | G      | V      | N      | P      | Gf     | Gs     | DR  |
| ------------ | ----- | ------- | ------- | ------- | ------- | ------- | ------- | ------------ | ------------ | ------------ | ------------ | ------------ | ------------ | ------ | ------ | ------ | ------ | ------ | ------ | --- |
| Serie A      | 26    | 12      | 7       | 1       | 4       | 15      | 12      | 12           | 1            | 4            | 7            | 8            | 21           | 24     | 8      | 5      | 11     | 23     | 36     | -13 |
| Coppa Italia | -     | 1       | 0       | 1       | 0       | 0       | 0       | 1            | 1            | 0            | 0            | 2            | 0            | 2      | 1      | 1      | 0      | 2      | 0      | +2  |
| Totale       | -     | 13      | 7       | 2       | 4       | 15      | 12      | 13           | 2            | 4            | 7            | 10           | 21           | 26     | 9      | 6      | 11     | 25     | 36     | -11 |

### Andamento in campionato
| Giornata  | 1 | 2 | 3 | 4 | 5 | 6 | 7 | 8 | 9 | 10 | 11 | 12 | 13 | 14 | 15 | 16 | 17 | 18 | 19 | 20 | 21 | 22 | 23 | 24 | 25 | 26 |
| --------- | - | - | - | - | - | - | - | - | - | -- | -- | -- | -- | -- | -- | -- | -- | -- | -- | -- | -- | -- | -- | -- | -- | -- |
| Luogo     | C | T | C | - | T | C | T | C | T | C  | T  | C  | T  | T  | C  | T  | -  | C  | T  | C  | T  | C  | T  | C  | T  | C  |
| Risultato | V | N | V | - | P | P | V | P | N | V  | P  | P  | P  | P  | V  | P  | -  | V  | N  | N  | P  | V  | P  | P  | N  | V  |
| Posizione |   |   |   |   |   | 6 |   |   |   |    |    |    | 7  |    |    |    |    | 10 |    |    |    |    | 9  | 9  | 9  | 9  |

Legenda:

Luogo: C = Casa; T = Trasferta. Risultato: V = Vittoria; N = Pareggio; P = Sconfitta.

### Statistiche delle giocatrici
| Giocatore     | Serie A  | Serie A | Serie A     | Serie A    | Coppa Italia | Coppa Italia | Coppa Italia | Coppa Italia | Totale   | Totale | Totale      | Totale     |
| Giocatore     | Presenze | Reti    | Ammonizioni | Espulsioni | Presenze     | Reti         | Ammonizioni  | Espulsioni   | Presenze | Reti   | Ammonizioni | Espulsioni |
| ------------- | -------- | ------- | ----------- | ---------- | ------------ | ------------ | ------------ | ------------ | -------- | ------ | ----------- | ---------- |
| V. Anelli     | ?        | ?       | ?           | ?          | ?            | ?            | ?            | ?            | ?        | ?      | ?           | ?          |
| B. Badoni     | ?        | ?       | ?           | ?          | ?            | ?            | ?            | ?            | ?        | ?      | ?           | ?          |
| R. Bertoni    | ?        | ?       | ?           | ?          | ?            | ?            | ?            | ?            | ?        | ?      | ?           | ?          |
| G. Bruno      | ?        | 7       | ?           | ?          | ?            | ?            | ?            | ?            | ?        | 7+     | ?           | ?          |
| R. Colombo    | ?        | ?       | ?           | ?          | ?            | ?            | ?            | ?            | ?        | ?      | ?           | ?          |
| V. Di Dio     | ?        | ?       | ?           | ?          | ?            | ?            | ?            | ?            | ?        | ?      | ?           | ?          |
| A. Dudine     | ?        | ?       | ?           | ?          | ?            | ?            | ?            | ?            | ?        | ?      | ?           | ?          |
| G. Duò        | ?        | ?       | ?           | ?          | ?            | ?            | ?            | ?            | ?        | ?      | ?           | ?          |
| C. Gandin     | ?        | ?       | ?           | ?          | ?            | ?            | ?            | ?            | ?        | ?      | ?           | ?          |
| M. Gorno      | ?        | ?       | ?           | ?          | ?            | ?            | ?            | ?            | ?        | ?      | ?           | ?          |
| F. Limonta    | ?        | ?       | ?           | ?          | ?            | ?            | ?            | ?            | ?        | ?      | ?           | ?          |
| B. Madsen     | ?        | ?       | ?           | ?          | ?            | ?            | ?            | ?            | ?        | ?      | ?           | ?          |
| E. Marraffino | ?        | ?       | ?           | ?          | ?            | ?            | ?            | ?            | ?        | ?      | ?           | ?          |
| C. Mariotti   | ?        | ?       | ?           | ?          | ?            | ?            | ?            | ?            | ?        | ?      | ?           | ?          |
| A. Podio      | ?        | ?       | ?           | ?          | ?            | ?            | ?            | ?            | ?        | ?      | ?           | ?          |
| M. Scuri      | ?        | ?       | ?           | ?          | ?            | ?            | ?            | ?            | ?        | ?      | ?           | ?          |
| L. Valli      | ?        | ?       | ?           | ?          | ?            | ?            | ?            | ?            | ?        | ?      | ?           | ?          |